# Pico da Antónia
Pico da Antónia – góra w Republice Zielonego Przylądka, na wyspie Santiago. Wysokość góry wynosi 1392 m n.p.m., co czyni ją najwyższym wzniesieniem na tej wyspie. Pico de Antónia znajduje się na terenie obszaru ochronnego Parque Natural da Serra do Pico de Antónia. Obszar jest również chroniony jako ostoja ptaków IBA przez BirdLife International.
Niedaleko góry położone są miejscowości Picos oraz Assomada. 